# کانگ جونگ هو
کانگ جونگ هو (کره‌ای: 강정호; تلفظ کره‌ای: [kaŋ.dʑʌŋ. ɦo]؛ زادهٔ ۵ آوریل ۱۹۸۷) بازیکن بیسبال اهل کره جنوبی است.
وی در مسابقات کشوری و بین‌المللی در مجموع برندهٔ ۲ مدال طلا شده‌است.